# In America
In America is een dramafilm uit 2002 geregisseerd door Jim Sheridan. De hoofdrollen worden gespeeld door Samantha Morton, Paddy Considine en Sarah Bolger. De film gaat over een Ierse immigrantenfamilie die een nieuw leven start in New York.
De film werd genomineerd voor drie  Oscars, waaronder de Oscar voor beste originele scenario. De film wist uiteindelijk geen nominatie te verzilveren.

## Rolverdeling
- Paddy Considine als Johnny Sullivan
- Samantha Morton als Sarah Sullivan
- Sarah Bolger als Christy Sullivan
- Emma Bolger als Ariel Sullivan
- Djimon Hounsou als Mateo Kuamey
- Merrina Millsapp als Marina
- Adrian Martinez als winkelbediende

## Prijzen en nominaties
| Jaar | Prijs          | Categorie                | Genomineerde(n)                              | Uitslag     |
| ---- | -------------- | ------------------------ | -------------------------------------------- | ----------- |
| 2002 | Academy Awards | Beste originele scenario | Jim Sheridan Naomi Sheridan Kirsten Sheridan | Genomineerd |
| 2002 | Academy Awards | Beste actrice            | Samantha Morton                              | Genomineerd |
| 2002 | Academy Awards | Beste mannelijke bijrol  | Djimon Hounsou                               | Genomineerd |